# Renfe Euromed

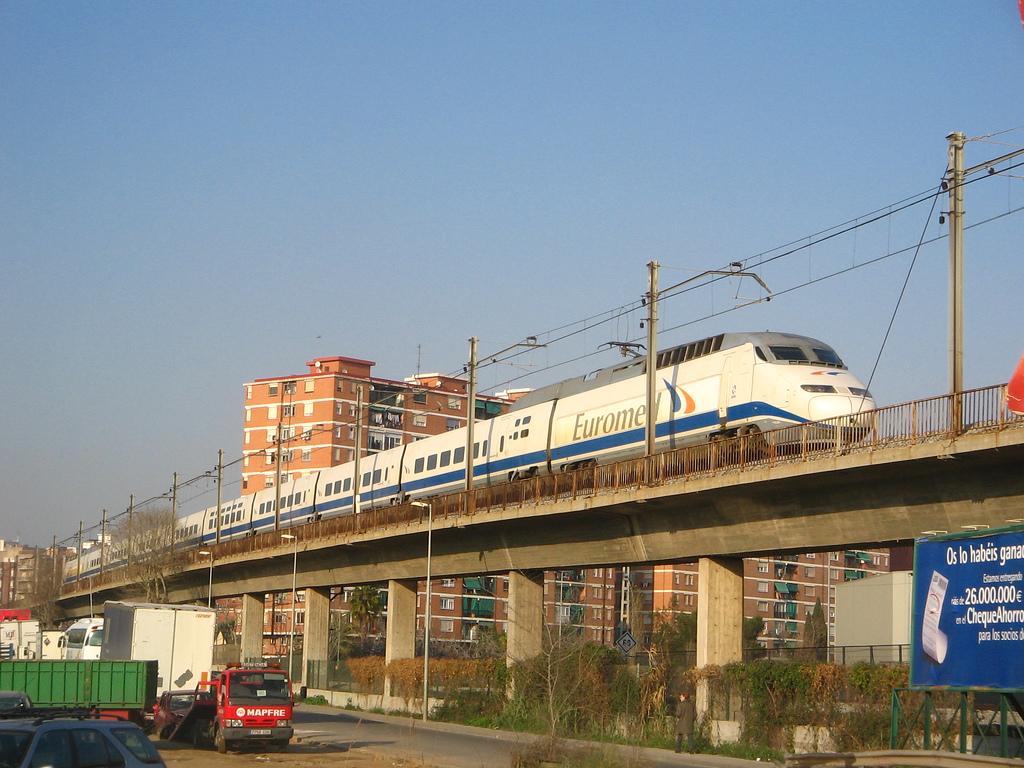
Antigua serie 101 prestando servicio Euromed.

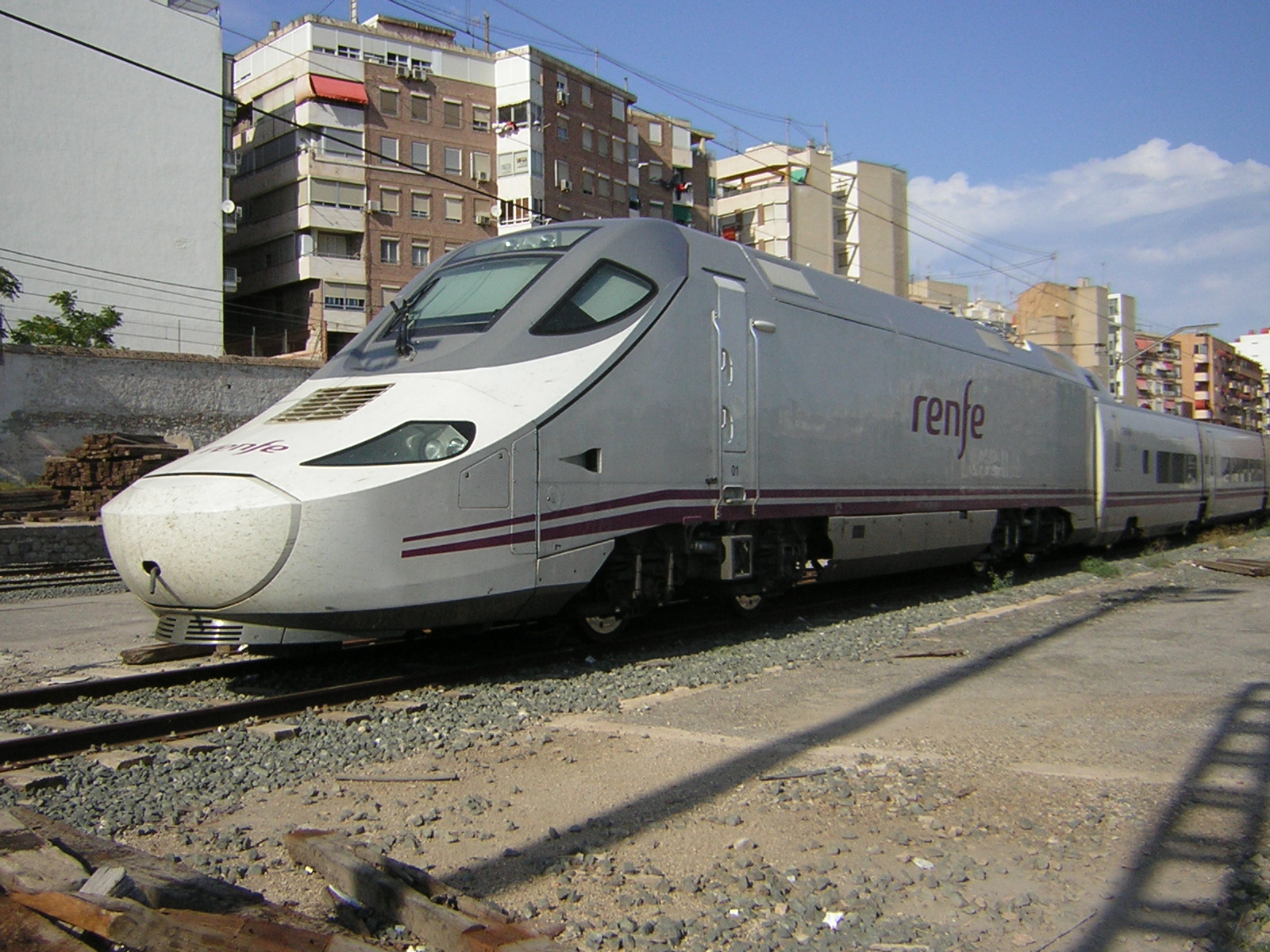
Nuevo Euromed (serie 130).

Renfe Euromed es un servicio ferroviario diurno de transporte de pasajeros, de larga distancia y a alta velocidad, ofrecido por Renfe Viajeros, que conecta el litoral mediterráneo español a través del denominado Corredor Mediterráneo, desde su puesta en marcha el 16 de junio de 1997. En concreto, Euromed cubre el trayecto Figueras-Alicante pasando por Gerona, Barcelona,Tarragona, Castellón de la Plana y Valencia. Llega a velocidades comerciales máximas de 220 km/h en los tramos de ancho ibérico y de 250 km/h en sus recorridos por líneas de ancho internacional.
Los trenes Euromed cuentan en su composición con cafetería, restaurante, prensa diaria, música y vídeo además de coche en silencio. El material rodante que cubría este servicio iba asociado inicialmente a los trenes de la Serie 101 aunque desde 2009 se emplean trenes de la serie 130.

## Historia
Con la construcción de la primera línea ferroviaria de alta velocidad (LAV) en España entre Madrid y Sevilla se encargaron a Alstom 24 trenes para prestar los servicios en esta línea. Estos trenes tendrían el ancho de vía de la LAV (1435 mm) que es diferente al ancho de vía de la mayoría de la red ferroviaria española (1668 mm).
Posteriormente se llegaría a la conclusión de que la cantidad era excesiva, por lo cual se decidió dejar 18 trenes para ser usados en la LAV (Renfe los denominó "Serie 100") y transformar los restantes 6 trenes para que pudieran circular por el resto de la red española, por lo que se reemplazaron sus bogies originales por otros de 1668 mm (Renfe los denominó "Serie 101").
Con estos seis trenes se decidió prestar un servicio de "gran calidad" en la zona del Mediterráneo que se denominó comercialmente Euromed. El 16 de junio de 1997 se inauguró comercialmente el servicio entre las ciudades de Barcelona, Tarragona, Castellón de la Plana, Valencia y Alicante (523 km).
El 30 de marzo de 2002 el Euromed 101.001 tuvo un accidente en Torredembarra (Tarragona), colisionando lateralmente con el 448.002 en mando múltiple con otro automotor de la misma serie.
El tren —formado por dos unidades serie 448 y en servicio Cataluña Exprés— rebasó accidentalmente el piquete de entrevía de la vía de apartado, con lo que invadió cierto gálibo de la vía principal, y colisionó lateralmente con el Euromed procedente de Alicante, que circulaba por la vía principal a unos 155 km/h. Hubo dos fallecidos y 142 heridos entre ambos trenes. El accidente mantuvo cortada la vía y la línea varios días, por lo que todos los trenes tuvieron que desviarse entre San Vicente de Calders y Tarragona vía Valls/La Plana-Picamoixons, invertir la marcha allí y bajar a Reus y de Reus a Tarragona, para volver a invertir la marcha y marchar dirección Valencia. A causa del accidente, el Euromed 101.001 sufrió daños en una de las cabezas motrices, y varios de los remolques intermedios. Estos daños lo mantuvieron apartado hasta el año 2005, en el que se inició una reconstrucción de los vehículos dañados. A primavera de 2006, volvió a salir a vía la composición Euromed 101.001, pero con un nuevo aspecto en una de las motrices, que fue recarrozada con el carenado del TGV-POS, y pintado todo el tren.
Desde 2009, Renfe fue sustituyendo paulatinamente el material ferroviario empleado para el servicio Euromed por trenes de la Serie 130 y reconvirtiendo los trenes de la Serie 101 en Serie 100 para que presten servicios en las líneas de alta velocidad.

## Material rodante

### Serie 101 de Renfe
El 1 de noviembre de 2009 dejan de prestar servicio Euromed con trenes de esta serie, transformándose la Serie 101 a serie 100 para reforzar la flota de trenes AVE que realizan el recorrido entre Madrid Puerta de Atocha y Sevilla Santa Justa, y a partir de junio de 2013, para dar servicio a la Línea de Alta Velocidad Madrid-Albacete-Alicante.

### Serie 130 de Renfe
Desde 2009 se fue reemplazando paulatinamente el material rodante utilizado para prestar el servicio Euromed por trenes de la Serie 130 y reconvirtiendo los trenes de la Serie 101 en Serie 100 para que presten servicios en las líneas de alta velocidad.
Desde el 13 de enero de 2020, el servicio Euromed circula por la Variante de Vandellós hasta el Cambiador de ancho de la Boella y desde allí por la LAV Madrid-Barcelona-Frontera Francesa entre la estación del Campo de Tarragona y Figueras-Villafant, reduciendo los tiempos de viaje y descongestionando el corredor del litoral.

### Serie 252 de Renfe con Talgo VII
A veces presta el servicio del Euromed una locomotora serie 252 con un Talgo VII preparado al efecto.

## Servicios comerciales
| Origen                | Paradas                                                                               | Destino                    | Frecuencias                             | Duración              | Observaciones         |
| Corredor Mediterráneo | Corredor Mediterráneo                                                                 | Corredor Mediterráneo      | Corredor Mediterráneo                   | Corredor Mediterráneo | Corredor Mediterráneo |
| --------------------- | ------------------------------------------------------------------------------------- | -------------------------- | --------------------------------------- | --------------------- | --------------------- |
| Barcelona-Sans        | Campo de Tarragona · Castellón · Valencia - Joaquín Sorolla                           | Alicante                   | 3 trenes L-V y 2 trenes S-D por sentido | 5 horas 17 minutos    |                       |
| Barcelona-Sans        | Campo de Tarragona · Castellón                                                        | Valencia - Joaquín Sorolla | 1 tren V-D por sentido                  | 2 horas y 52 minutos  |                       |
| Figueras-Vilafan      | Gerona · Barcelona-Sans · Campo de Tarragona · Castellón · Valencia - Joaquín Sorolla | Alicante                   | 1 tren diario por sentido               | 6 horas y 22 minutos  |                       |
| Figueras-Vilafan      | Gerona · Barcelona-Sans · Campo de Tarragona · Castellón                              | Valencia - Joaquín Sorolla | 1 tren L-V por sentido                  | 4 horas y 9 minutos   |                       |

## Ruta cubierta
Históricamente, los trenes Euromed seguían el Corredor Mediterráneo entre Barcelona y Alicante siguiendo un trazado convencional pero adaptado a la alta velocidad en parte de su trazado.  
Con la apertura de la llamada variante de Vandellós, el 13 de enero de 2020, el tráfico de trenes se trasladó a la línea de alta velocidad Madrid-Zaragoza-Barcelona-Frontera francesa, en el tramo comprendido entre Figueras-Vilafan y Campo de Tarragona. A partir de ahí, toma los enlaces con el Corredor Mediterráneo hasta el intercambiador de ancho de La Boella. Una vez superado dicho intercambiador, los trenes prosiguen por vías de ancho ibérico hasta encontrarse con el trazado convencional adaptado a 220 km/h cerca de la central nuclear de Vandellós. Este nuevo trazado permitió extender los servicios Euromed a Gerona y Figueras-Vilafan. 
Alctualmente, la línea cubre las siguientes estaciones: 
- Figueras-Vilafan
- Gerona
- Barcelona-Sants
- Campo de Tarragona
- Castellón de la Plana
- Valencia Joaquín Sorolla
- Alicante-Terminal

## Distribución de clases y servicios

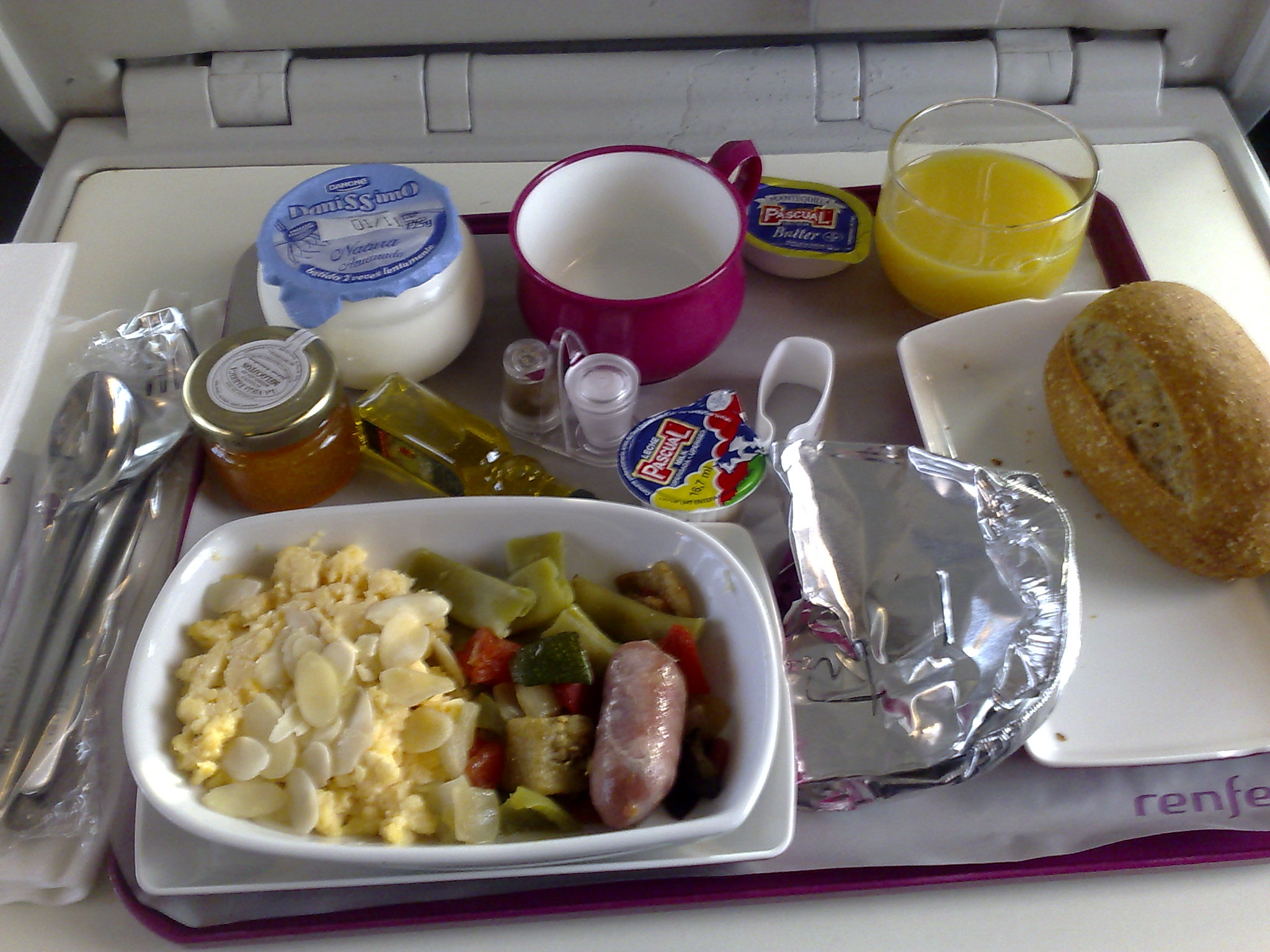
Almuerzo servido en un tren Euromed. Los menús están inspirados en la dieta mediterránea y en platos típicos de las ciudades por las que pasa el tren.

El tren está distribuido en dos clases, Preferente y Turista dando lugar a un total de 299 plazas, 63 en clase preferente y 236 en clase turista. La clase turista es tipo salón, con dos plazas sentadas a cada lado y un pasillo central mientras que la clase preferente sigue un esquema similar pero con tres asientos por fila, dos emparejados y uno individual con el pasillo separando ambos. 
Los trenes Euromed cuentan con los servicios de cafetería y restaurante, prensa diaria, música, video, avisos por megafonía interna, coche en silencio, plazas para personas con movilidad reducida, acompañamiento a menores y equipajes.